# Canthon delpontei
Canthon delpontei là một loài bọ cánh cứng trong họ Bọ hung (Scarabaeidae).